# Коларци
Коларци е село в Североизточна България. То се намира в община Тервел, област Добрич.

## География
Селото е разположено в Добруджа. На югоизток от него преминава т.нар. Суха река. Край селото има гори, ливади, обработваеми земи, наблизо има пещери, езеро (пресъхнало). Почвите са черноземни. Има подземни води, които са „уловени“ и използвани за изграждането на 7 големи чешми край селото.

## История
Селото съществува поне от 19 век, а е възможно да е по-старо. В миналото хората са живели в т.нар. Старо село, разположено в дола край съвременното село. Някои от родовете са се преселили тук от село Каурлан (днес Българска поляна), разположено в югоизточната част на Горнотракийската низина в подножието на Странджа и Сакар. Това са родовете с фамилно име Стратиеви. Подгонени от честите нападения на турците (Каурлан е близо до турската граница днес), по време на османската власт през втората половина на 19 век хората са тръгнали на север, търсейки благоприятно място за живеене и отглеждане на стадата домашни животни, с които са се придвижвали към Добруджа. По тези места са намерили обширни гори, достатъчно паша за животните и трайно са се заселили тук. Тогава селото вече е било добре оформено. В него в разбирателство и труд са живеели много български и няколко турски семейства. Основният поминък и днес за хората е свързан с обработката на плодородната добруджанска земя и животновъдството.
При разораването на земята още през 1930-те са намерени доказателства за това, че селището е древно – места, обградени с дялани камъни, където се съхранявали глинени съдове с прах от кремирането на хора след смъртта им.
Труден е бил живота на хората и във времето, когато Южна Добруджа е била присъединена към Румъния. Освен че е трябвало да плащат много данъци, в училището, действащо и днес се е учило само на румънски език.

## Население
Преброяване на населението през 2011 г.
Численост и дял на етническите групи според преброяването на населението през 2011 г.:
|                     | Численост | Дял (в %) |
| Общо                | 619       | 100,00    |
| Българи             | 181       | 29,24     |
| Турци               | 322       | 52,01     |
| Цигани              | 3         | 0,48      |
| Други               | 0         | 0,00      |
| Не се самоопределят | 0         | 0,00      |
| Неотговорили        | 60        | 9,69      |

## Религии
Източноправославни християни и мюсюлмани.

## Обществени институции
- Кметство.

## Културни и природни забележителности
Природата е забележителна. Има много стари чешми, от които са се запазили няколко, които и до днес текат. Местността 'Узун Кулак" е осеяна с разнообразни дървета, които придават неповторима красота на местността. През 1982 г. училщният отбор по баскетбол с тренер Асен Гайдаров достига до окръжни първенства и заема едно от почетните места, оставяйки след себе си много елитни училища.

## Редовни събития
- Ежегодно се провежда сбор на 6 септември.